# Petro Symonenko
Petro Mykolayovytch Symonenko (en ukrainien : Петро Миколайович Симоненко) né le 1er août 1952 à Donetsk, est un homme politique ukrainien, secrétaire général du Parti communiste d'Ukraine de 1993 à 2015, date de son interdiction.

## Biographie
Membre du Parti communiste d'Ukraine depuis 1978, il le dirige depuis 1993.
Il est le délégué ukrainien de l’Assemblée parlementaire du Conseil de l'Europe. De 1994 à 1996, il est membre de la commission parlementaire sur la Constitution ukrainienne.
Petro Symonenko est candidat, soutenu par le Parti communiste ukrainien, à toutes les élections présidentielles depuis 1999. Il obtient 22,24 % des voix au premier tour de l'élection présidentielle de 1999, prenant la deuxième place ; au second tour, il obtient 37,80 % des voix face à Leonid Koutchma, qui est élu président.
Dès lors, ses scores déclinent. Lors de l’élection présidentielle de 2004, il recueille 4,97 % des suffrages. À la présidentielle de 2010, où il se présente sous l'étiquette du Bloc des forces de gauche et de centre gauche, qui regroupe plusieurs partis de gauche, il obtient 3,55 % des voix. À l'issue de l'élection présidentielle de 2014, qui voit la victoire de Petro Porochenko, il arrive en neuvième position avec 1,51 %.
Lors des élections législatives anticipées du 26 octobre 2014, le Parti communiste d'Ukraine n'obtient que 3,88 % des voix, et se voit ainsi éliminé du Parlement. Le parti est dès lors miné par les dissensions internes et exclut plusieurs de ses membres.
Par décret, le gouvernement interdit au Parti communiste d’Ukraine de se présenter aux élections locales d'octobre 2015. La cour d’appel administrative du district de Kiev fait droit, en décembre 2015, à la possibilité d'interdire toute activité du Parti communiste d'Ukraine. Cette décision fait suite à l'entrée en vigueur, en mai 2015, d'une loi interdisant l'utilisation de symboles communistes ou nazis et proscrivant notamment l’usage du terme « communiste ». En raison de cette législation, la Commission électorale centrale d'Ukraine rejette par la suite la candidature de Petro Symonenko à l’élection présidentielle de 2019.

## Vie privée
Petro Symonenko s’est marié en deuxièmes noces avec la journaliste Oksana Symonenko (née Vachtchenko) le 26 septembre 2009. Il a deux fils (André, né en 1974, et Konstantin, né en 1977), de son premier mariage, et une fille (Maria, née en 2009), née de son mariage avec Oksana.